# Wielersport op de Olympische Zomerspelen 2016 – ploegenachtervolging vrouwen
De ploegenachtervolging voor de vrouwen op de Olympische Zomerspelen 2016 vond plaats van donderdag 11 tot en met zaterdag 13 augustus 2016. De Britse ploeg won de gouden medaille in 2012 en verdedigde de olympische titel in Rio. Acht andere landen deden ook mee: zij reden op 11 augustus de kwalificatieronde. Duitsland viel af; de overige ploegen plaatsten zich voor de eerste ronde.

## Resultaten

### Kwalificatieronde
| rang | land             | tijd     |         |
| ---- | ---------------- | -------- | ------- |
| 1    | Groot-Brittannië | 4:13.260 | Q OR WR |
| 2    | Verenigde Staten | 4:14.286 | Q       |
| 3    | Australië        | 4:19.059 | Q       |
| 4    | Canada           | 4:19.599 | Q       |
| 5    | Nieuw-Zeeland    | 4:20.061 | Q       |
| 6    | China            | 4:25.246 | Q       |
| 7    | Italië           | 4:25.543 | Q       |
| 8    | Polen            | 4:28.988 | Q       |
| 9    | Duitsland        | 4:30.068 |         |

### Eerste ronde
| rang | rit | land             | tijd     |      |
| ---- | --- | ---------------- | -------- | ---- |
| 1    | 4   | Groot-Brittannië | 4:12.152 | Q WR |
| 2    | 3   | Verenigde Staten | 4:12.282 | Q    |
| 3    | 4   | Canada           | 4:15.366 | Q    |
| 4    | 2   | Nieuw-Zeeland    | 4:17.592 | Q    |
| 5    | 3   | Australië        | 4:20.262 |      |
| 6    | 1   | Italië           | 4:22.964 |      |
| 7    | 1   | China            | 4:23.678 |      |
| 8    | 2   | Polen            | DSQ      | DSQ  |

### Finales
| rang  | land          | tijd     |  |
| ----- | ------------- | -------- |  |
| Brons | Canada        | 4:14.627 |  |
| 4     | Nieuw-Zeeland | 4:18.459 |  |

| rang   | land             | tijd     |       |
| ------ | ---------------- | -------- | ----- |
| Goud   | Groot-Brittannië | 4:10.236 | WR OR |
| Zilver | Verenigde Staten | 4:12.454 |       |

2012: King, Rowsell, Trott ·
2016: Archibald, Barker, Rowsell, Trott  ·
2020: Brauße, Brennauer, Klein, Kröger ·
2024: Dygert, Faulkner, Valente, Williams